# 帕拉丁山

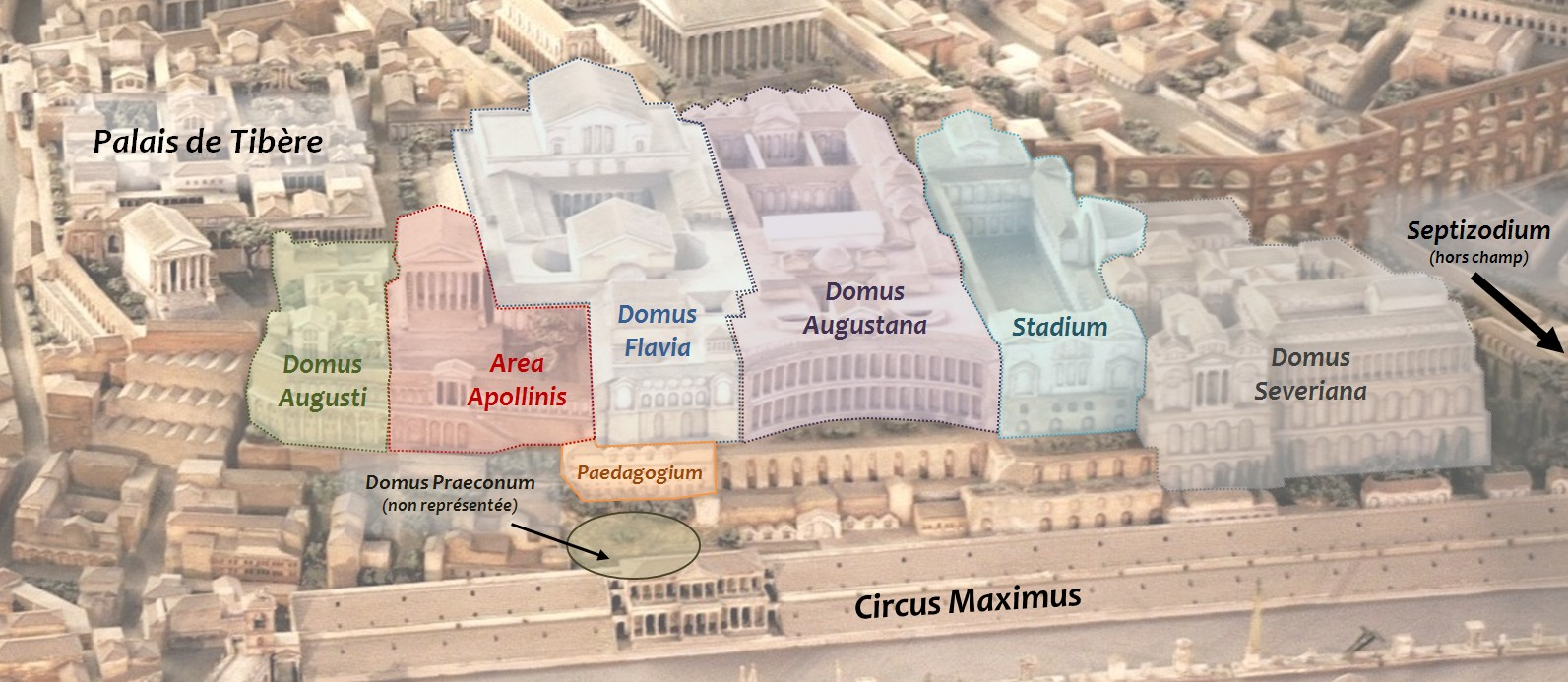
帕拉丁山宮殿群復原圖，古羅馬帝國初期的政治權力中心

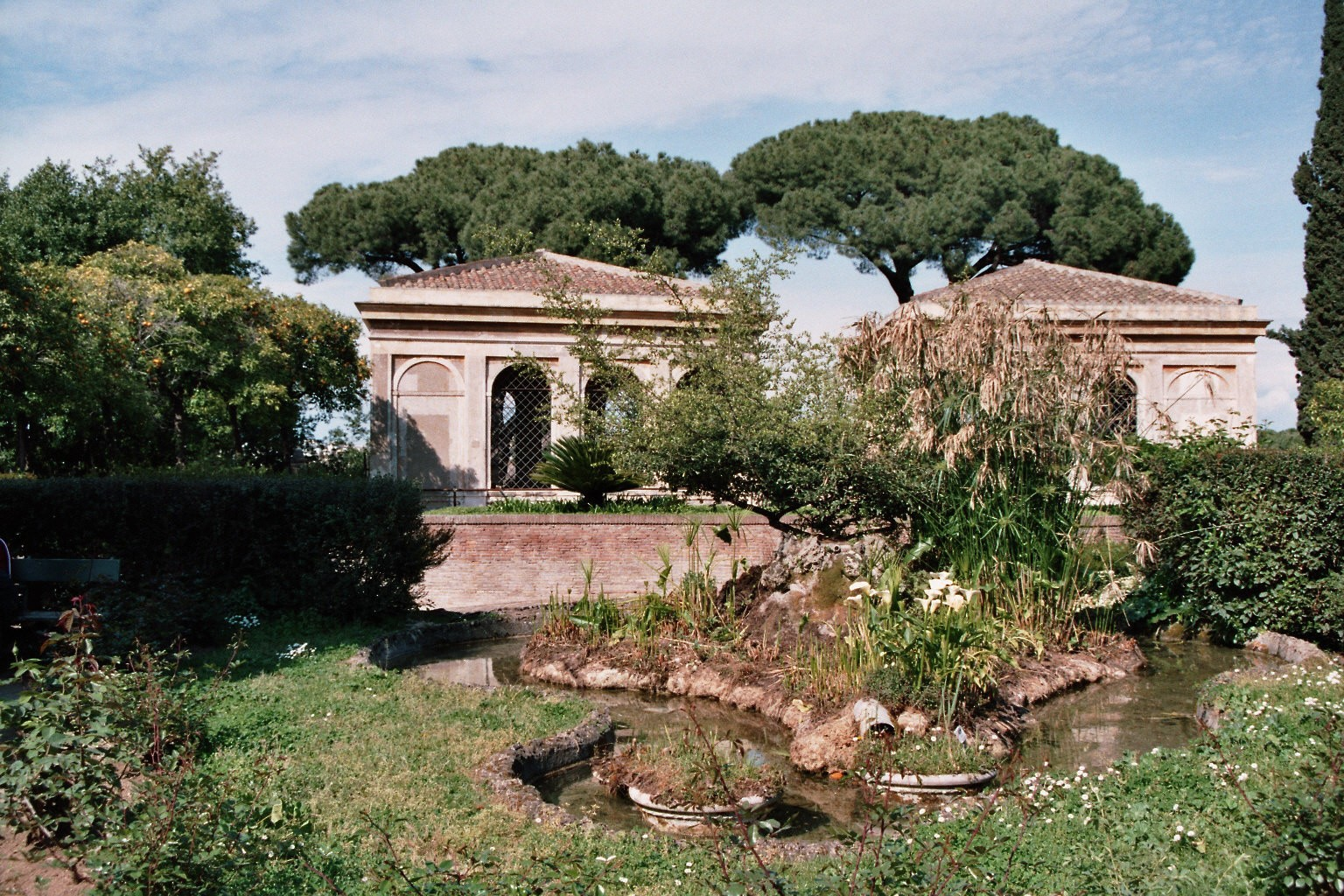
17世紀於山丘上所建的鳥類飼養場，是拉伊納爾迪（Rainaldi）為法爾內塞（Odoardo Cardinal Farnese）所建。

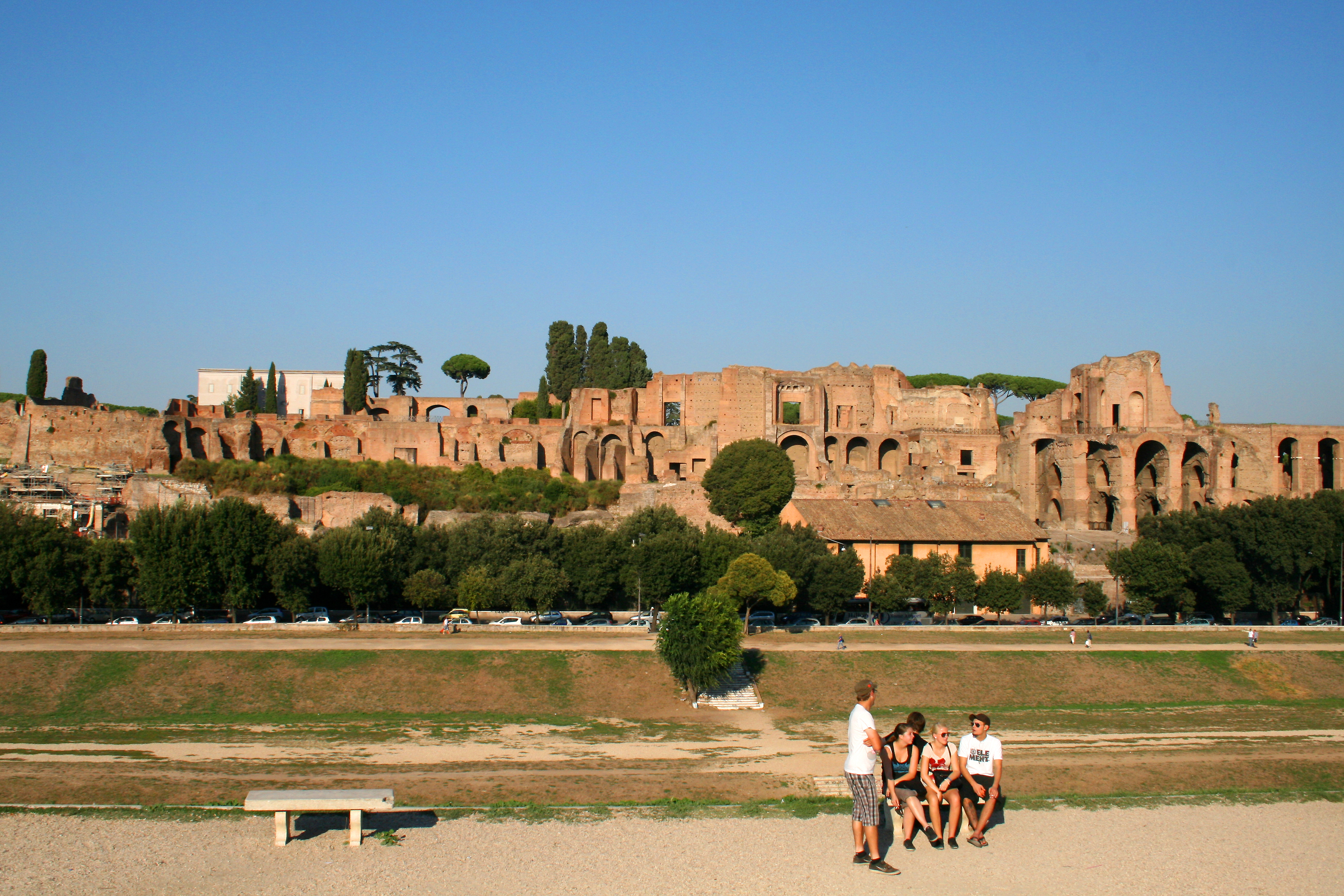
宏偉的擋土牆使山上有更多土地興建帝國綜合大樓。

帕拉丁山，帕拉提諾山或帕拉蒂尼山（拉丁語：Collis Palatium或Mons Palatinus）是羅馬七座山丘中位處中央的一座，其為現代義大利羅馬市裡所保存的最古老的地區之一。其高約40多米，在山頂上往下望，一側為古羅馬廣場，另一側為大競技場。
根據語源學，英語「宮殿」（Palace）一詞乃源自帕拉丁山之名（Palatium），意大利語的Palazzo及法語的Palais等（二詞亦解作宮殿）亦是衍生於此。

## 神話

罗马七丘与塞维安城墙

根據羅馬神話，帕拉丁山為羅馬建城者羅慕路斯與雷穆斯被母狼發現並被其哺乳之地。根據這個傳說，牧羊人浮士德勒在其後發現了這對嬰兒，與其妻子阿卡·劳伦缇雅將二子撫養成人。當這對嬰兒長大後，此地成為羅慕路斯興建羅馬城的選址。

## 歷史
羅馬起源於帕拉丁山，而據最近的考古挖掘顯示，這裡大約在公元前1000年起已有人居住。
在羅馬共和國時期（公元前510年至前44年），很多富有的羅馬人皆在此地置有物業。而奧古斯都（公元前27年至公元14年在位）、提比略（14年至37年在位）與圖密善（81年至96年在位）的宮殿遺跡至今仍然可見。
此地亦是牧神節的祭祀地。

## 位置

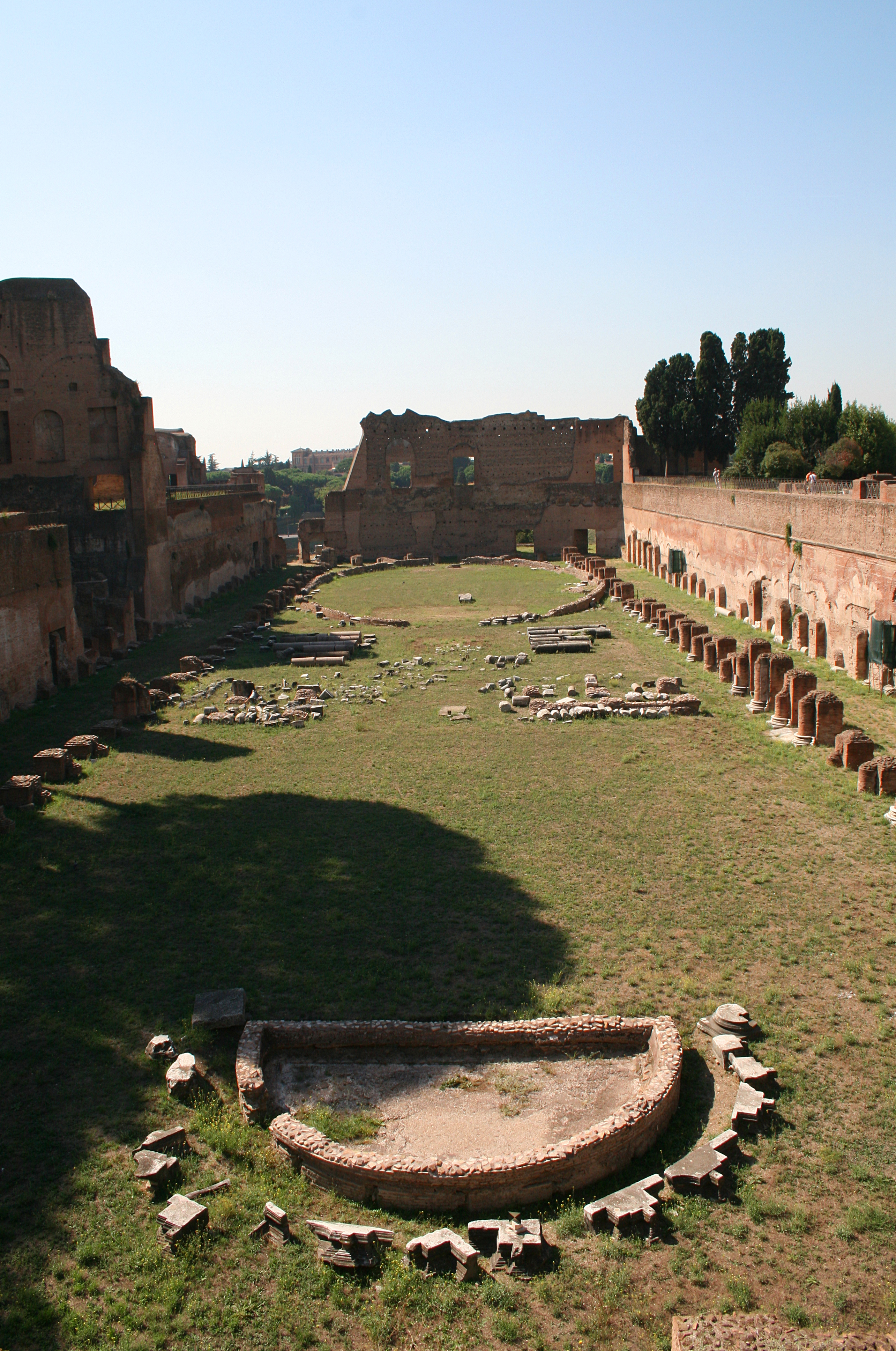
在塞維魯宮殿旁為圖密善競技場（stadium of Domitian）

有一座相信是奧古斯都妻子莉薇婭（公元前58年至公元29年）的居所的建築物正在復修。座落於其附近的建築物為眾神之母賽比利（Cybele）的宮殿，其仍未被完全挖掘出來，亦未對公眾開放。在此建築物後方，山的另一側，便是所謂提比略的房子的所在地。
在弗拉維王朝的韋斯巴薌、提圖斯與圖密善三位皇帝在位（公元69年至96年）時期興建的弗拉維宮殿可以俯覽整個羅馬廣場。此宮殿在其後被數任皇帝擴建和修改，使得其橫跨了帕拉蒂尼山，並可以俯覽大競技場。而將其擴建至足以俯覽大競技場的工程是在塞普蒂米烏斯·塞維魯（公元193年至211年在位）時完成的，所以這部份亦稱為塞維魯宮殿。
在塞維魯宮殿旁為圖密善競技場，其有著羅馬大競技場的外表，但卻不足以容納雙輪戰車進入行駛。其可能是競步、田賽項目或騎馬賽事的比賽地點。
現在的帕拉丁山是一個巨大的露天空博物館，並且可以在繳付小量費用後於白天時遊覽，而入口在羅馬廣場提图斯凯旋门附近。

## 挖掘
在奧古斯都統治時期，帕拉蒂尼山的其中一個地區被圍起來作考古考察用，並發現了青銅器時期的各樣容器與工具的碎片，因此其宣佈此地區為「羅馬的最初城址」。現代考古學證明了此地區發現的青銅器時代的碎片較羅馬官方宣佈的建城時間更早，因此羅馬建城的時間可能被推前（原為公元前753年）。帕拉丁山有一間博物館展示了羅馬官方宣佈的建城日期前的所製的人工製品，而其內亦保存著羅馬的雕塑。
一個不知是男還是女，估計是Aius Locutius的神像在1820年於此處被發掘出來。
在2006年7月，部份考古學家宣佈其發現了相信是奧古斯都出生地的房屋。

## 語源學
根據李維（公元前59年至公元17年）所述，帕拉丁山的名字來自Pallantium所建的阿卡迪亞殖民地。而英文裡宮殿（palace）一詞則來自Palatium（此字是在當時的羅馬解作宮殿，原意是指「位於帕拉丁山（Palatine Hill）上」）。

## 參见
- 宮殿（Palazzo, Palace等) 語源自帕拉丁山。
- 聖騎士（Paladin）。語源自帕拉丁山。
- 巴拉丁領地（Palatinate），由王權伯爵所有的領地。

## 外部鏈接
- 首卷 (羅馬王政時代)